# Emon(Tes.)
emon(Tes.)は、日本のボカロP、シンガーソングライター、DJである。ロック、エレクトロ、テクノポップを基調とした楽曲制作を行い、インディーズレーベル「emonloid」から多数の作品を発表。バンド「SHOWBITZ」のボーカル、テクノポップユニット「Tes.」のコンポーザーとして活動していた経験も持つ。

## 経歴
2002年からバンド「SHOWBITZ」のボーカルとして活動を開始。その後、3人組テクノポップユニット「Tes.」として2008年に子供が歌うカフェ系カバー・アルバム『Child's Fantastic Moment』に3曲提供しデビュー。2010年頃にボカロPとしての活動を開始、2019年に「HATSUNE MIKU EXPO」5周年記念ソング「ラッキー☆オーブ」を担当。2021年に自身が作詞作曲した楽曲「どりーみんチュチュ」が神田沙也加にカバーされる。ソングライターとしてもアニメ、ゲーム等へ様々な楽曲を提供中。

### VOCALOIDとの出会い
2010年前後に古い友人のクリエイターであるYKSBの家に遊びに行ったときに、｢最近、こういうのが出たんだよ｣って教えてくれたのが、『初音ミク』であった。その後、ディクシー・フラットラインが作りだした楽曲『Just Be Friends』にとてつもない衝撃を受け、自分の楽曲をニコニコ動画へ投稿し始めた。

## ディスコグラフィー
- 2011年
  - 1月16日　emonloid
  - 6月12日　emonloid2
  - 11月19日　emonloid3
- 2012年
  - 4月28日　emonloid4
  - 12月15日　風町オリュンポス
- 2014年
  - 1月30日　どりーみんチュチュ
  - 4月26日　emonloid5
- 2015年4月25日　emonloid-best-
- 2018年12月30日　emonloid7
- 2019年5月7日　ラッキー☆オーブ
- 2020年11月15日　emonloid8

## 楽曲提供
- A3!ゲーム内BGM
- A3!キャラクターソング「Make My Dream」「Living The Dream」「Tailor Tailor!」
- Tokyo 7th シスターズ「-Zero/TREAT OR TREAT?」「B.A.A.B.」
- 緋弾のアリアAA EDテーマ「パルス」(Tes.名義)
- 蒼き鋼のアルペジオ キャラクターソング(Tes.名義)「Fly」「Crystal Way」「蒼きココロで」
- けものフレンズ キャラクターソング「ホップステップフレンズ」「たんけんデイズ」「いつだってはなまる」
- アイドルマスター シンデレラガールズ「Dreaming Star」
- 少女週末旅行 EDテーマ「More One Night」
- あんさんぶるスターズ!「SwEeT MeLlOw MeLoDy」
- 風男塾「Welcome to my familia」「Unchain Boys」「@Daylight 」
- PINK CRES.「ウワノソラ」
- バンドじゃないもん!MAXX NAKAYOSHI「FAN+TIC」
- 東山奈央「My Way」
- 新章アイマリンプロジェクト「The Boon!」